# TV Rádio Clube de Pernambuco
TV Rádio Clube de Pernambuco foi uma emissora de televisão brasileira sediada no Recife, capital do estado de Pernambuco. Operava no canal 6 VHF e era uma emissora própria da Rede Tupi. Fundada em 1960, foi a primeira emissora do estado e da região Nordeste, mas em 1980, foi extinta após o Governo Federal cassar a sua concessão por conta da crise dos Diários Associados.

## História
Foi inaugurada em 4 de junho de 1960. Sua inauguração oficial deu-se duas semanas antes da TV Jornal do Commercio, mas seu funcionamento não foi anterior ao desta, que já vinha transmitindo imagens em caráter experimental alguns meses antes, com programas ao vivo e boa imagem, enquanto as transmissões do Canal 6 não tinham qualidade, nem havia programação, sendo exibida apenas a logomarca da Rede Tupi na maior parte do tempo.
Inicialmente, a exemplo da emissora concorrente, as programações eram locais, com pessoal advindo das rádios Clube e Jornal do Commercio. Muitos desses artistas transferiram-se, depois, para emissoras do Sudeste do Brasil, como José Santa Cruz, Lúcio Mauro, Aguinaldo Batista, Arlete Salles, José Augusto Branco, José Wilker, entre outros.
Com a crise financeira passada pelo Sistema Jornal do Commercio de Comunicação, a TV Rádio Clube deixou de sentir a concorrência da TV Jornal no início dos anos 1970. A aquisição de novos equipamentos proporcionou melhores imagens, aliada ao fato de transmitir ao vivo a programação gerada em emissoras do Sudeste. No entanto, a crise nos Diários Associados respingou também na TV Rádio Clube, apesar de ser a emissora que apresentava o melhor balanço financeiro da rede.
Em setembro de 1978, um incêndio atingiu grande parte do Palácio do Rádio, destruindo o acervo do Canal 6. As emissoras concorrentes se solidarizaram e a programação, precariamente, foi realizada com a ajuda da TV Jornal do Commercio (na época afiliada à Band), da TV Universitária (afiliada á TVE Brasil, atual TV Brasil) e da TV Globo Nordeste. Por algum tempo, a programação da TV Rádio Clube foi feita a partir de um caminhão de externas, até a emissora conseguir comprar equipamentos novos e se reerguer em 1979.
No entanto, mesmo estando saudável financeiramente, a TV Rádio Clube e outras seis emissoras da Rede Tupi tiveram suas concessões cassadas em 18 de julho de 1980, por dívidas com a previdência social e corrupção financeira dos Diários Associados. Suas últimas imagens foram levadas ao ar na manhã daquele dia, com um discurso do seu diretor, Ricardo Pinto, em meio aos funcionários que acompanhavam o fim da pioneira do estado. Em seguida, Osório Romero, editor de jornalismo, narrava o trabalho de três técnicos do DENTEL que foram enviados para lacrar os transmissores, tirando a emissora do ar definitivamente às 10h50.

## Posteriormente
Após a extinção da TV Rádio Clube, o Governo Federal abriu uma concorrência pública em 23 de julho do mesmo ano para as concessões de TV cassadas. O Grupo Bloch adquiriu cinco concessões, entre elas a do canal 6 VHF do Recife, e em 3 de março de 1984, criou a TV Manchete Recife, emissora própria da Rede Manchete. A nova emissora herdou também o acervo de imagens que pertenceu à TV Rádio Clube, porém, não se sabe qual foi o seu destino após isso.
Um mês depois de encerrar suas atividades, a TV Rádio Clube conseguiu indenizar todos os 180 funcionários que haviam ficado desempregados, fazendo um empréstimo de 32 milhões de cruzeiros financiado pelo Banorte. A dívida foi paga dando como garantia os modernos equipamentos que a emissora havia adquirido após o incêndio de 1978, que foram vendidos para a TV Gazeta de São Paulo. A antiga sede da emissora, o Palácio do Rádio, localizado no bairro de Santo Amaro, continuou abrigando a Rádio Clube de Pernambuco e a Rádio Tamandaré, até elas se mudarem para novos endereços. O prédio, depois de várias adaptações, abriga atualmente o parque gráfico do jornal Diario de Pernambuco.
O abrupto encerramento das atividades da TV Rádio Clube levou os Diários Associados a entrarem com uma ação judicial contra a União, sustentando que houve violação ao direito de defesa e arbitrariedade no ato perpetrado pelo presidente João Figueiredo, uma vez que apesar da crise, a emissora estava financeiramente saudável. Em 4 de setembro de 1997, 17 anos depois da extinção, o Tribunal Regional Federal da 5.ª Região ordenou que a União pagasse uma indenização de R$ 220,8 milhões, quantia que foi investida na modernização dos veículos da filial pernambucana do grupo. Um ano depois, após concorrência pública, os Diários Associados também ganharam uma nova concessão para o canal 9 VHF, inaugurando em 1.º de janeiro de 2000 a TV Guararapes. A emissora atualmente pertence ao Sistema Opinião de Comunicação.